# Farébersviller
Farébersviller è un comune francese di 5 890 abitanti situato nel dipartimento della Mosella nella regione del Grand Est.

## Società

### Evoluzione demografica
Abitanti censiti

## Amministrazione

### Gemellaggi
- Mercato San Severino